# Numéro CIN
Le numéro CIN (craft identification number, anciennement HIN) identifie les navires homologués « CE ». Il concerne aussi bien les voiliers, les bateaux à moteur que les pneumatiques.
Dans l'Union européenne depuis le 16 juin 1998, tous les bateaux de plaisance mis pour la première fois sur le marché communautaire, qu’il s’agisse de navires neufs ou d’occasion en provenance de pays tiers, doivent porter le marquage « CE », ce qui implique qu'il doivent avoir un numéro CIN. Le numéro CIN doit être apposé de façon visible sur la coque.

## Format
Le format d'un numéro CIN est défini par la norme harmonisée EN/ISO 10087, et se compose de 2 lettres, suivies par un trait d'union, et 12 caractères. Exemple : FR-AAAC9171G210.
Les 2 premières lettres sont le code pays (norme ISO 3166-1 alpha-2, "FR" pour la France), tandis que les 12 caractères suivants se décomposent ainsi :
- 3 lettres pour le "code d’identification fabricant" (délivré par l'administration compétente de leur pays) ;
- 5 caractères (sauf I, O, Q) pour le numéro de série (donné par le constructeur) ;
- 1 lettre pour indiquer le mois de construction, entre A (janvier) et L (décembre) ;
- 1 chiffre, le dernier de l'année de production ;
- 2 chiffres pour l'année modèle : période de construction du bateau .
- Par exemple, un bateau dont le numéro CIN se termine par "C314" correspond à une coque construite en mars 2013, année modèle 2014